# Eladio Gil Zambrana
Eladio Gil Zambrana (Pruna, 7 de abril de 1929-Cartagena de Indias, 16 de enero de 2011) fue un escultor español.

## Biografía
Nació en Pruna (provincia de Sevilla, España), hijo de Juan Gil Sánchez, natural de Pruna y de Ana Zambrana Verdugo, natural de Olvera (Cádiz), el 7 de abril de 1929, siendo el tercero de los ocho sobrevivientes de 16 hermanos. Se trasladó siendo niño con su familia a Jerez de la Frontera (Cádiz) donde residió hasta 1952 y posteriormente a Sevilla donde ingresó en la Real Academia de Bellas Artes de Santa Isabel de Hungría, terminando la carrera en 1958. En 1955 obtuvo el premio de Escultura de Andalucía por el busto en terracota de la señorita Elena Castelló. 
En 1961 emigró a Cartagena de Indias (Colombia) donde inmediatamente ingresó en la Escuela de Bellas Artes como profesor de escultura y pintura. Durante más de tres décadas fue profesor de varias generaciones de escultores y pintores cartageneros, entre ellos Darío Morales, Heriberto Cogollo y Augusto Martínez. En 1961 contrajo matrimonio con la española María Josefa Piñero, con quien tuvo cinco hijos.

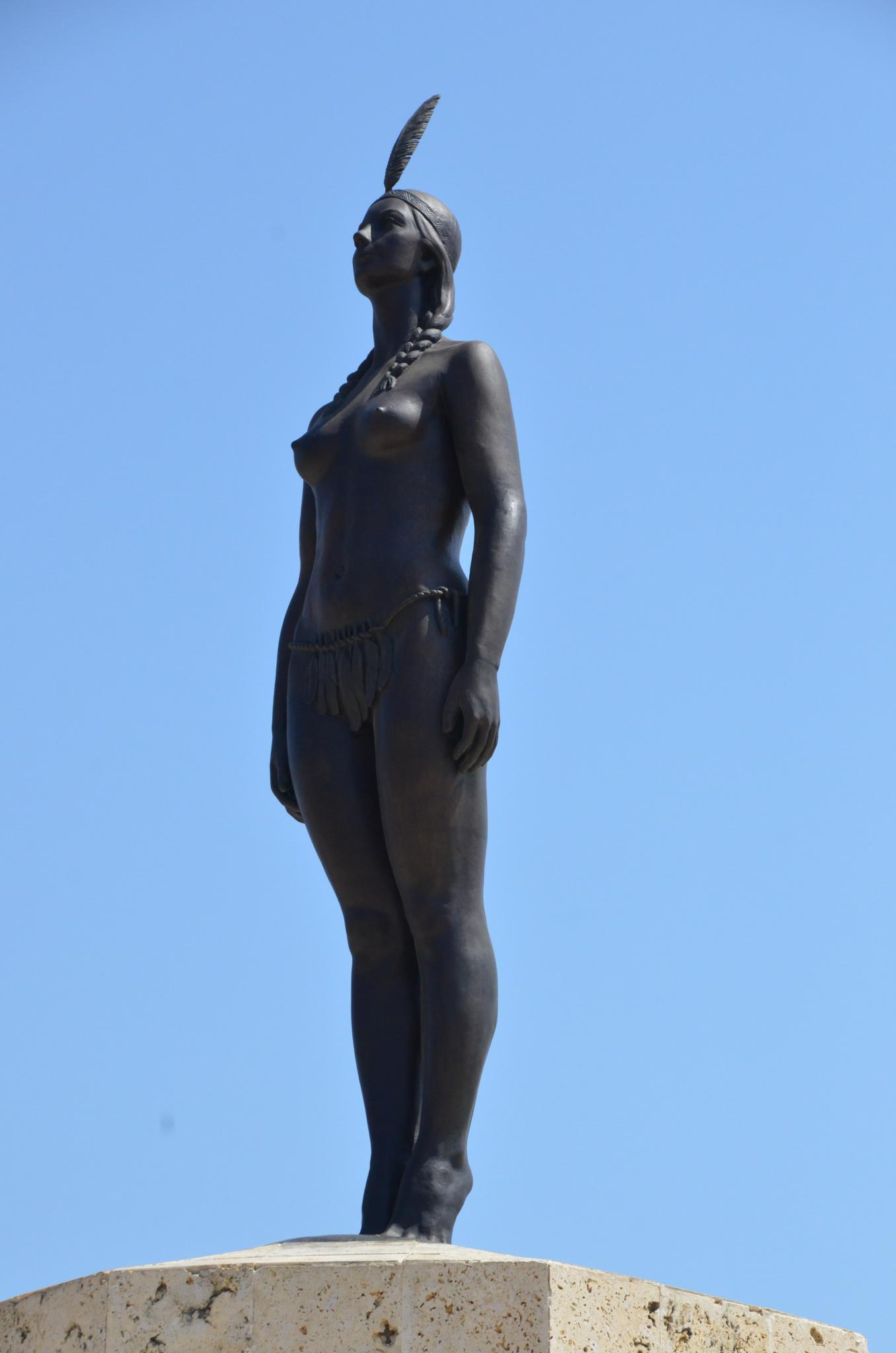
India Catalina

Su obra más significativa es el monumento a la India Catalina, que se encuentra en Cartagena de Indias, presentada el 9 de marzo de 1974, siendo la escultura más emblemática de la ciudad. La reproducción de la estatua se entrega como premio a los ganadores del Festival Internacional de Cine de Cartagena que anualmente se celebra en dicha ciudad. La modelo del monumento fue Judith Arrieta, de 15 años (nacida en San Juan Nepomuceno, Colombia), quien posó desnuda de la cintura para arriba, el resto, fue tomado de otra modelo estudiante de Bellas Artes.
El 16 de enero de 2011 falleció en Cartagena de Indias, a los 81 de edad.